# The Doors Greatest Hits
The Doors Greatest Hits è la quarta raccolta dei Doors, pubblicata nel 1980.

## Descrizione
Conquistò il disco d'oro e successivamente quello di platino vendendo moltissime copie negli anni.
La raccolta è stata ripubblicata nel 1996 in versione enhanced CD con contenuti fruibili con un computer con un'unità CD-ROM oltre a una lista di tracce differente e una diversa copertina mentre la foto della versione del 1980 venne usata per il retro della copertina.

## Tracce
1. Hello, I Love You
2. Light My Fire
3. People Are Strange
4. Love Me Two Times
5. Riders on the Storm
6. Break on Through
7. Roadhouse Blues
8. Not To Touch the Earth
9. Touch Me
10. L.A. Woman

### Tracce edizione (CD) 1996
1. Hello, I Love You
2. Light My Fire
3. People Are Strange
4. Love Me Two Times
5. Riders on the Storm
6. Break on Through (To the Other Side)
7. Roadhouse Blues (live)
8. Touch Me
9. L.A. Woman
10. Love Her Madly
11. The Ghost Song
12. The End (versione ricavata da Apocalypse Now)

## Formazione
- Jim Morrison – voce
- Ray Manzarek – organo, pianoforte, tastiera, basso
- John Densmore – batteria
- Robby Krieger – chitarra

## Classifica
- Billboard Music Charts (Nord America)

### Album
| Anno | Chart      | Posizione |
| ---- | ---------- | --------- |
| 1980 | Pop Albums | 17        |

### Singoli
| Anno | Singolo                                     | Chart       | Posizione |
| ---- | ------------------------------------------- | ----------- | --------- |
| 1980 | People Are Strange / Not To Touch The Earth | Pop Singles | /         |